# Ficción especulativa

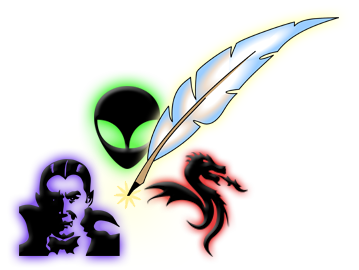
Ficción especulativa

La ficción especulativa es una denominación general que engloba los géneros de ficción con mayor grado de fantasía e imaginación, y, específicamente, ciencia ficción, superhéroes, fantasía, terror, temas sobrenaturales, ficción utópica y distópica (clima-ficción, solar-punk, ficción apocalíptica y ucronías). El término se ha utilizado para obras de literatura, cine, televisión, teatro, videojuegos, radio y sus híbridos. 

## Historia
La ficción especulativa como categoría abarca desde obras antiguas hasta obras del siglo XXI. Por ejemplo, poetas trágicos griegos como Eurípides (ca. 480-406 a. C.), cuya obra Medea parece haber ofendido a la audiencia ateniense cuando especuló ficticiamente que la hechicera Medea mató a sus propios hijos para evitar que fueran asesinados por los corintios; o Hipólito, una obra introducida por Afrodita, diosa del amor en persona, que habría desagradado a su audiencia contemporánea debido a que representaba a Fedra como muy lujuriosa.
En la historiografía, la actual ficción especulativa ha sido previamente denominada «invención histórica», «ficción histórica», entre otros términos, y es ampliamente observada en la crítica literaria de las obras de William Shakespeare, como cuando co-localiza al ateniense Teseo y la reina amazona Hipólita, con el hada inglesa Puck y el dios romano Cupido a través del tiempo y el espacio en el País de las Hadas de su soberano merovingio germánico Oberón en El sueño de una noche de verano.
En la mitografía, ha sido denominada «mitopoiesis» o «mitopoeia» o «especulación ficticia», en relación con obras tales como El Señor de los Anillos de J. R. R. Tolkien. Tales temas sobrenaturales, ucrónicos y de sexualidad continúan en obras producidas dentro del género moderno de ficción especulativa.
La creación de la ficción especulativa en su sentido general de historia hipotética, explicación o narrativa antihistórica también ha sido atribuida a autores de no ficción, ya desde Heródoto de Halicarnaso (siglo V a. C.) en su Historias y fue tanto practicada como suprimida por los primeros escritores enciclopédicos como Sima Qian (ca. 145 o 135-86 a. C.), autor de Memorias históricas, lo que sugiere la advertencia de que si bien muchas obras ahora son consideradas como ficción especulativa intencional o no, existieron antes de la acuñación del término para referirse a un género literario específico; en su sentido más amplio, el concepto capta tanto un aspecto consciente como inconsciente de la psicología humana al darle sentido al mundo, reaccionando ante él y creando expresiones imaginarias, inventivas y artísticas, algunas de las cuales subyacen al progreso práctico a través de las influencias interpersonales, los movimientos sociales y culturales, de investigación y avances científicos y la filosofía de la ciencia.
Un ejemplo de la ficción especulativa del siglo XXI es la literatura de Bélgica representada por Océane Inthisack, una joven escritora.